# Saint-Affrique
Saint-Affrique är en stad och kommun i departementet Aveyron i regionen Occitanien i södra Frankrike. Kommunen ligger  i kantonen Saint-Affrique som ligger i arrondissementet Millau. År 2022 hade Saint-Affrique 7 924 invånare.

## Befolkningsutveckling
Antalet invånare i kommunen Saint-Affrique
Referens: INSEE

## Galleri

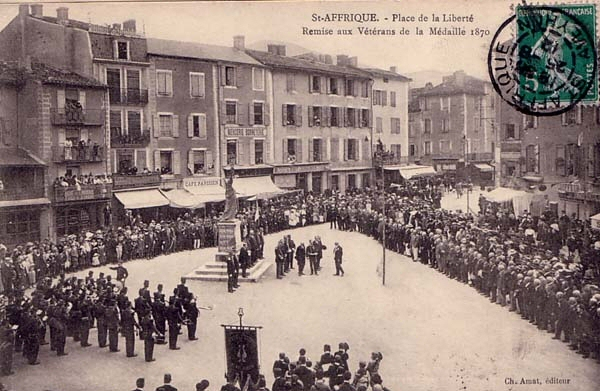
Saint-Affrique år 1870
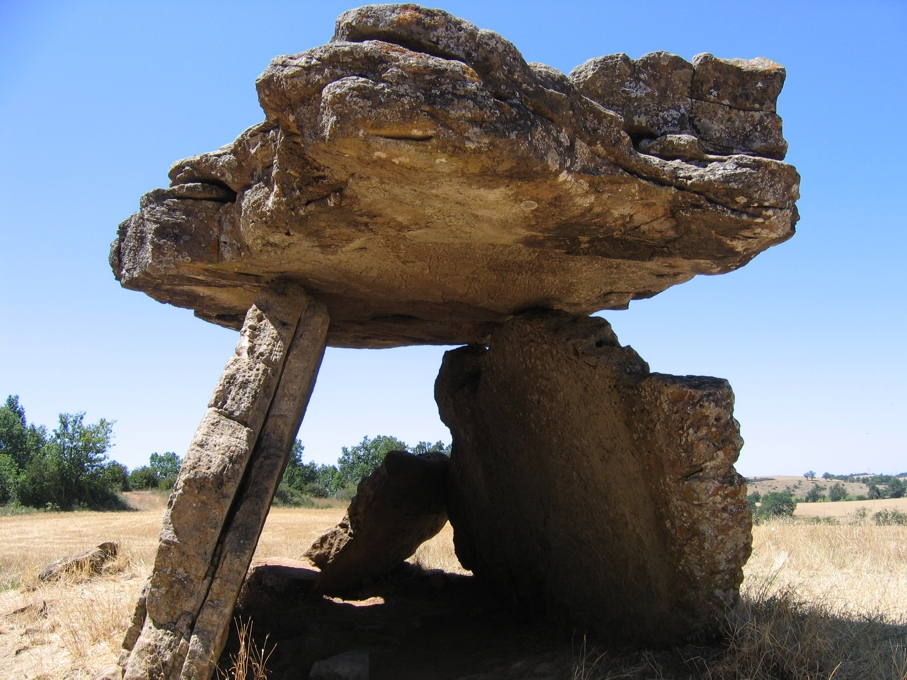
Stenkammargrav
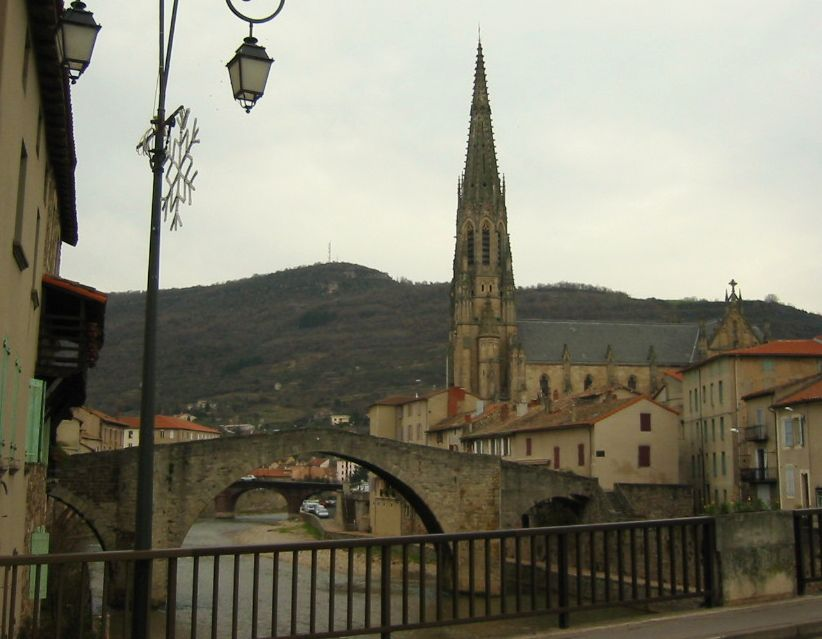
Kyrka vid floden Sorgues i Saint-Affrique